# Gliniana Góra (wieś)
Gliniana Góra – wieś w Polsce położona w województwie śląskim, w powiecie myszkowskim, w gminie Koziegłowy.
| SIMC    | Nazwa    | Rodzaj  |
| ------- | -------- | ------- |
| 0135786 | Brzeziny | kolonia |

W latach 1975–1998 miejscowość administracyjnie należała do województwa częstochowskiego.